# Sticta baileyi
Sticta baileyi är en lavart som beskrevs av D. J. Galloway. Sticta baileyi ingår i släktet Sticta och familjen Lobariaceae.   Inga underarter finns listade i Catalogue of Life.